# Municipio de Nevada (Kansas)
El municipio de Nevada (en inglés: Nevada Township) es un municipio ubicado en el condado de Ness en el estado estadounidense de Kansas. En el año 2010 tenía una población de 415 habitantes y una densidad poblacional de 1,5 personas por km².

## Geografía
El municipio de Nevada se encuentra ubicado en las coordenadas 38°37′47″N 99°54′31″O / 38.62972, -99.90861. Según la Oficina del Censo de los Estados Unidos, el municipio tiene una superficie total de 277.57 km², de la cual 277,45 km² corresponden a tierra firme y (0,04 %) 0,11 km² es agua.

## Demografía
Según el censo de 2010, había 415 personas residiendo en el municipio de Nevada. La densidad de población era de 1,5 hab./km². De los 415 habitantes, el municipio de Nevada estaba compuesto por el 97,83 % blancos, el 0,24 % eran afroamericanos, el 1,2 % eran de otras razas y el 0,72 % eran de una mezcla de razas. Del total de la población el 1,69 % eran hispanos o latinos de cualquier raza.